# Bishopalea
Bishopalea là một chi thực vật có hoa trong họ Cúc (Asteraceae).

## Loài
Chi Bishopalea gồm các loài: